# Znojmo
Znojmo (tjekkisk udtale: [ˈznoimo]; tysk: Znaim) er en by i regionen Sydmæhren i Tjekkiet med omkring 34.000 indbyggere. Znojmo er det historiske og kulturelle centrum i det sydvestlige Mæhren og den næstmest befolkede by i regionen. Det historiske centrum af Znojmo er velbevaret og er beskyttet ved lov som et bymonumentreservat.
Landsbyerne Derflice, Kasárna, Konice, Mramotice, Načeratice, Oblekovice, Popice og Přímětice er administrative dele af Znojmo.

## Etymologi
Oprindelsen af byens navn er usikker. Ifølge de mest sandsynlige teorier stammede det enten fra de gamle tjekkiske ord znoj (dvs. 'varme') og znojný ('udsat for varme'), eller fra det personlige navn Znojem eller Znojim.

## Geografi
Znojmo ligger omkring 54 km sydvest for Brno, nær grænsen til Østrig. Det ligger for det meste i Jevišovice-højlandet, kun en lille del af det kommunale område i syd strækker sig ind i Dyje-Svratka-dalen. Det højeste punkt er på 397 meter over havets overflade. Byen ligger hovedsageligt på et klippefremspring på den stejle venstre bred af floden Thaya. Den vestlige del af kommunens område ligger i Podyjí nationalpark.

## Historie
En bebyggelse på stedet eksisterede muligvis allerede under Det Stormæhriske Riges tid i det 9. århundrede, men den store Mæhriske Gord lå på bakken på den anden side af Gránický-bækken. Fra omkring 1055 tjente Znojmo Slot som residens for et Přemyslid-fyrstedømme inden for den bøhmiske Markgrevskabet Mæhren og en strategisk vigtig forpost nær grænsen til det bayerske Markgrevskab Østrig i syd. I 1101 byggede Luitpold af Znojmo, hertug af Mæhren, Sankt Katarinas rotunde på slottet.
Znojmo-slottet blev beslaglagt og revet ned af hertug Vladislaus 2. af Bøhmen i 1145. I 1190 grundlagde hertug Conrad 2. det præmonstratensiske Louka-kloster ved Znojmo.
Den første skriftlige omtale af Znojmo er fra 1226. Kongebyen Znojmo blev grundlagt kort før 1226 af kong Ottokar 1. af Bøhmen på sletterne foran det genopbyggede slot og blev befæstet. Det var en af de første kongebyer i Mæhren. På det tidspunkt var borgerne hovedsageligt tysktalende, mens de omkringliggende landsbyer var tjekkisktalende.
Byen kom uskadt gennem hussitterkrigene , da hussitterne ikke formåede at erobre byen. I det 15. og 16. århundrede blev netværk af borgerhuse med et system af underjordiske gange bygget som en del af befæstninger. Renæssance- og sengotiske huse er bevaret den dag i dag. Udviklingen endte med Trediveårskrigen . Znojmo blev erobret og ransaget gentagne gange. Det tog over hundrede år for byen at komme sig.
Fra det 19. århundrede er Znojmo bedst kendt som stedet for Znaims våbenstilstand, der blev indgået den 12. juli 1809 efter slaget ved Znaim, efter det afgørende slag ved Wagram, mellem kejser Napoleon og ærkehertug Karl, som havde fundet sted i syv dage. tidligere.
Efter slutningen af 1. Verdenskrig var Znojmo i den nyetablerede stat Tjekkoslovakiet, bortset fra 1938-1945 under den nazistiske tyske besættelse, da den blev inkluderet i Reichsgau Niederdonau. Den tyske befolkning i byen blev fordrevet efter Anden Verdenskrig i henhold til Beneš-dekreterne.

## Seværdigheder
Den gotiske St. Nicholas kirke og det sengotiske rådhustårn er de mest genkendelige vartegn. Den oprindelige kirke blev grundlagt omkring år 1100 og erstattet af en ny kirke, der gradvist blev bygget fra 1338 til slutningen af det 15. århundrede. Rådhuset med sit 80 m høje tårn blev bygget i 1445-1448.
Znojmo-slottet ligger med udsigt over Thaya floddalen, i udkanten af middelalderbyen, og dateres tilbage til det 11. århundrede, grundlagt af Přemyslid-hertugerne. De eneste rester af slottet, der blev brugt af Přemysl-hertugerne, er den romanske Rotunde af Sankt Katherine, hvis indre er dækket af fresker fra det 11. århundrede, der viser scener fra Bibelen og illustrerer Přemysl Plovmandens liv. Rotunden er fredet som et nationalt kulturminde.